# Baie de Brunei
La baie de Brunei (en malais : Teluk Brunei) est une baie située sur la côte nord-ouest de l'île de Bornéo, entre le sultanat de Brunei et la Malaisie, à l'est de Bandar Seri Begawan, la capitale du sultanat du Brunei.
C'est la porte maritime du district de Temburong au Brunei, séparé du reste du Brunei par l'État malaisien du Sarawak qui l'entoure jusqu'à la baie.
Une route de 30 kilomètres reliant les districts de Muara et Temburong du Brunei, achevée en 2018, elle traverse la baie de Brunei. La section traversant la baie de Brunei mesure 14 kilomètres.

## Environnement
La baie de Brunei contient 8 000 hectares de vasières et de sables, d'herbiers marins, de récifs coralliens, de mangroves, de forêts de plage et d'îlots de grès. Celles-ci ont été identifiées par BirdLife International comme une zone importante pour les oiseaux car elles abritent un nombre important de populations de diverses espèces de ceux-ci, notamment l'engoulevent de Bonaparte, les marabouts chevelus, les cigognes de Storm, les aigrettes de Chine, les pluviers de Leschenault, les chevaliers tachetés et les sternes de Dougall. Les menaces comprennent le chalutage côtier, la chasse aux oiseaux d'eau et la fragmentation de l'habitat due au défrichement des mangroves.